# Julia Bulette
Julia Bulette (1832 - 20 de enero de 1867) fue una prostituta estadounidense que ejerció en Virginia City (Nevada), ciudad surgida de la actividad de la mina de plata de Comstock Lode. Muy popular entre los mineros, su supuesto elegante burdel, inspiró una leyenda local de larga duración. Fue asesinada en su casa, y el vagabundo francés John Millain fue rápidamente condenado y ahorcado por el crimen.

## Origen
Juliette “Julie” Bulette nació en Londres y se mudó con su familia de ascendencia francesa a Nueva Orleans a finales de la década de 1830. En 1852 o 1853, se trasladó a California, donde tuvo un breve matrimonio y vivió en varios lugares hasta su llegada en 1859 a Virginia City, Nevada, una ciudad minera surgida ese mismo año con la explotación de la mina de plata de Comstock Lode. Como era la única mujer en la zona, los mineros la rondaban. Pronto empezó a dedicarse a la prostitución. Julia, o Jule (como se la conocía), fue descrita como una hermosa mujer morena, alta y con ojos oscuros, de modales refinados y una personalidad divertida e ingeniosa.
"Jule" Bulette vivía y trabajaba en un pequeño cottage alquilado cerca de la esquina de las calles D y Unión en el barrio rojo de Virginia City. Como operadora independiente, competía con los burdeles elegantes, las prostitutas callejeras y las chicas organilleras, por las exiguas ganancias.
Los relatos contemporáneos en los periódicos de su asesinato capturaron la imaginación popular. Con pocos detalles de su vida, los cronistas del siglo XX la elevarían al estatus de heroína popular, atribuyéndole dudosamente belleza, riqueza y posición social como la madame de un burdel de lujo. En realidad, Bulette era una prostituta que recibía clientes en su casa modesta y estaba enferma y endeudada en el momento de su muerte.
Era buena amiga de los mineros, que la adoraban. Uno la describió como "acariciando Sun Mountain con un suave toque de esplendor". Bulette apoyó a los mineros en problemas y desgracias, una vez convirtiendo su casa en un hospital después de que varios cientos de hombres enfermaran por beber agua contaminada. Ella misma los cuidó. En otra ocasión, cuando un ataque de los indios locales parecía inminente, decidió quedarse con los mineros en vez de buscar refugio en Carson City. También recaudó fondos para la causa de la Unión durante la Guerra de Secesión.
El mayor triunfo de Bulette ocurrió cuando los bomberos municipales la hicieron miembro honorario del Virginia Engine Number 1. El 4 de julio de 1861, los bomberos la eligieron la Reina del desfile del Día de la Independencia, y ella condujo la carreta de bomberos de la compañía a través de la ciudad portando el sombrero de un bombero y llevando una trompeta de advertencia de latón decorada con rosas frescas, los bomberos marchando detrás. Les donó grandes sumas para equipamiento nuevo y a menudo ayudaba personalmente manejando la bomba de agua en los fuegos.

## Asesinato
La mañana del 20 de enero de 1867, el cadáver semidesnudo de Bulette fue encontrado por su sirvienta en su dormitorio. Había sido estrangulada y golpeada hasta la muerte mientras dormía. En la habitación faltaban objetos y ropa.
Virginia City guardó luto por ella, con las minas, molinos y saloons cerrando en señal de respeto. El día de su funeral, el 21 de enero, miles de personas formaron una procesión detrás del coche fúnebre acristalado con los caballos ataviados con plumas negras; primero los bomberos, seguidos por la banda militar de Nevada que tocó marchas fúnebres. A continuación, Bulette fue enterrada según el rito católico en terreno no consagrado, debido a su oficio, junto al Flower Hill Cemetery.
Poco más de un año más tarde, John Millain, un vagabundo francés, fue arrestado y acusado del crimen. Había sido detenido tras intentar vender un vestido perteneciente a la popular difunta. El 24 de abril de 1868, subió a la horca, jurando que no era culpable de la muerte de Bulette, sino que solo había sido un cómplice en el robo de sus escasas pertenencias. La ejecución de Millain fue presenciada por el escritor Mark Twain, que escribió una carta sobre ella publicada en el Chicago Republican el 30 de mayo de 1868.

## Legado
La leyenda de Bulette continuó después de su muerte. El Virginia and Truckee Railroad honró su memoria poniendo su nombre a uno de sus vagones de primera clase, ricamente decorado. Su retrato colgó en muchos saloons de Virginia City, y el autor Rex Beach la inmortalizó como Cherry Malotte en su novela The Spoilers. Oscar Lewis en su libro Silver Kings informó que se escribió sobre Bulette más que de cualquier otra mujer de la época de bonanza de Comstock Lode.
Solo dos retratos auténticos existen de Bulette; una es una fotografía de 1862 o 1863, donde posa de pie vestida como una mujer respetable, junto a un sombrero de bombero del Engine Number 1. Una tercera fotografía, anteriormente identificada como ella, probablemente es la de su sirvienta, que también se llamaba Julia.
La serie televisiva Bonanza emitió un episodio titulado "The Julia Bulette History" (temporada 1, episodio 6, correspondiente al 17 de octubre de 1959) en que Julia fue interpretada por la actriz Jane Greer.
El capítulo de Virginia City de E Clampus Vitus, una sociedad histórica masculina, fue nombrado #1864 "Julia C Bulette" en su honor. También en su honor es la calle Bulette Drive en Carson City, Nevada.